# Anthony Tawk
Anthony Tawk (* 6. März 1999) ist ein ehemaliger libanesischer Skilangläufer.

## Werdegang
Tawk, der beim Mont Cedars Club trainierte, gewann bei den Libanesischen Meisterschaften im Februar 2016 in der Juniorenklasse die Silbermedaille. Er startete ein Jahr später bei den Nordischen Skiweltmeisterschaften 2017 im finnischen Lahti zu seinem ersten großen internationalen Wettbewerb. Dort verpasste er in der Qualifikation zum 10-km-Klassikrennen als 58. mit einem Rückstand von mehr als 18 Minuten den Sprung in den Wettbewerb. Im Sprint wurde er in der Qualifikation 150. und konnte sich somit erneut nicht qualifizieren. Seinen dritten Anlauf nahm er beim Rennen über 15 km im klassischen Stil, verpasste aber auch hier die Qualifikation für das Finalrennen. Im folgenden Jahr belegte er bei den Junioren-Skiweltmeisterschaften in Goms den 98. Platz im Sprint und den 96. Rang über 10 km klassisch. Im März 2020 wurde er bei den libanesischen Meisterschaften Zweiter im Sprint.